# Сенниково (Родниковский район)
Сенниково — село в Родниковском районе Ивановской области России, входит в состав Каминского сельского поселения.

## География
Село расположено на берегу реки Парши в 17 км на юг от центра поселения села Каминский и в 16 км на юго-запад от райцентра города Родники.

## История
Каменная церковь с колокольней и оградой (построена в 1863 году) в селе построена в 1771 году на средства помещицы Анны Игнатьевны Похвистневой. Престолов в церкви было два: в холодной — в честь Казанской иконы Божьей Матери и в теплом приделе — во имя Святого Великомученика Иоанна Воина. В селе существовала церковно-приходская школа, помещавшаяся в церковной сторожке. 
В конце XIX — начале XX века село входило в состав Горицкой волости Шуйского уезда Владимирской губернии. В 1859 году в селе числилось 18 дворов, в 1905 году — 30 дворов.

## Население
| 1859 | 1905 |
| ---- | ---- |
| 117  | 178  |

| 1859 | 1905 | 2010 |
| ---- | ---- | ---- |
| 117  | ↗178 | ↘24  |

## Достопримечательности
В селе расположена недействующая Церковь Казанской иконы Божией Матери.